# Markaz Dār as Salām
Markaz Dār as Salām (arabiska: مركز دار السلام) är en region i Egypten.   Den ligger i guvernementet Sohag, i den centrala delen av landet, 400 km söder om huvudstaden Kairo.